# Pheidole acutidens
Pheidole acutidens és una espècie de formiga de la subfamília dels mirmicins. És endèmica de l'Argentina. Es tracta de l'espècie tipus del subgènere Bruchomyrma. És un paràsit social del seu congènere P. nitidula. La reina té les mandíbules molt reduïdes, mentre que els mascles són braquípters i pupiformes. La Unió Internacional per a la Conservació de la Natura (UICN) la cataloga com a espècie vulnerable.